# 欧洲E39公路
欧洲E39公路（E39）是欧洲的一条国际公路，起点为挪威特隆赫姆，终点为丹麦奥尔堡，全长约1330公里。

## 线路
欧洲E39公路穿过以下主要城市：

- 挪威：特隆赫姆 - 奥勒松 - 卑尔根 - 斯塔万格 - 克里斯蒂安桑 - （渡轮）
- 丹麦：（渡轮）- 希茨海尔斯 - 約靈 - 诺勒松比（英语：Nørresundby） - 奥尔堡

## 沿途风景

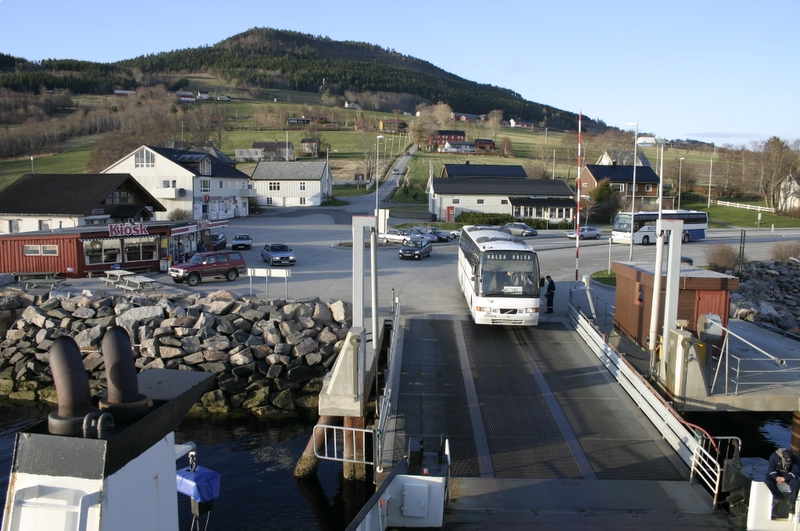
欧洲E39公路在挪威特隆赫姆的渡轮
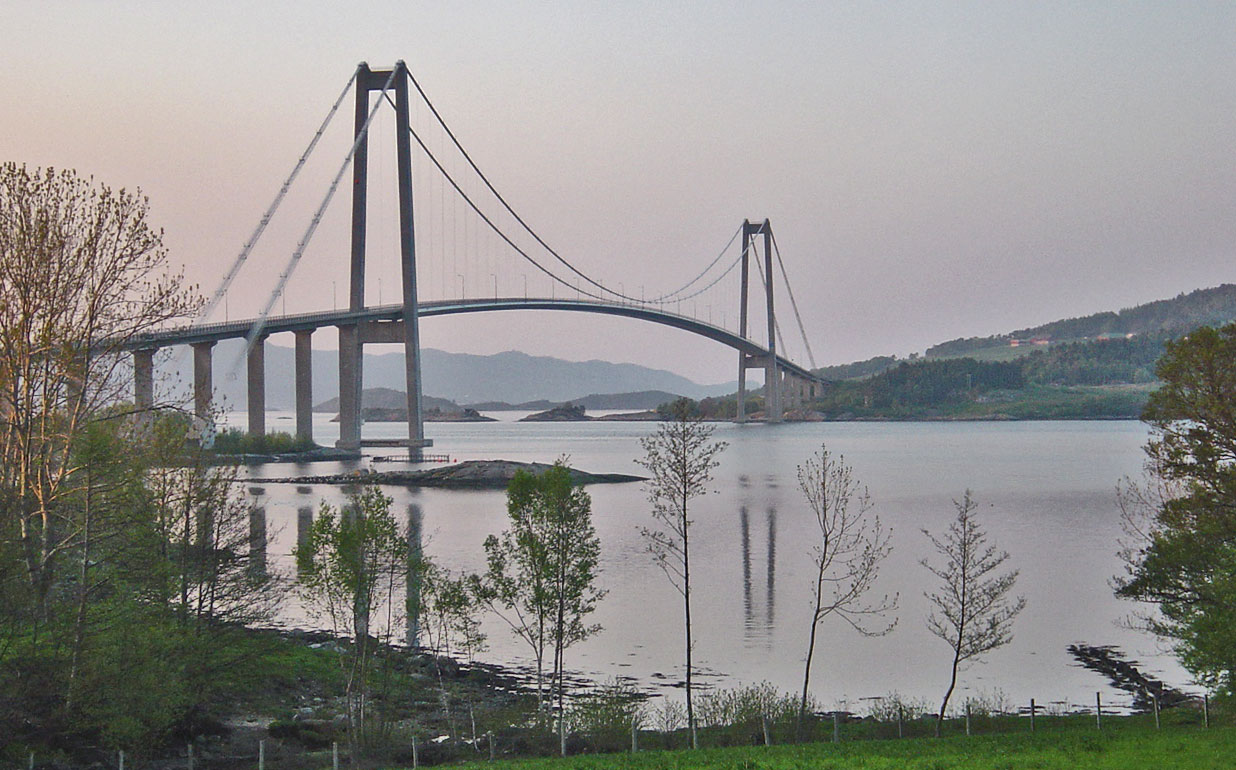
欧洲E39公路挪威克里斯蒂安桑 吉姆内桑德大桥
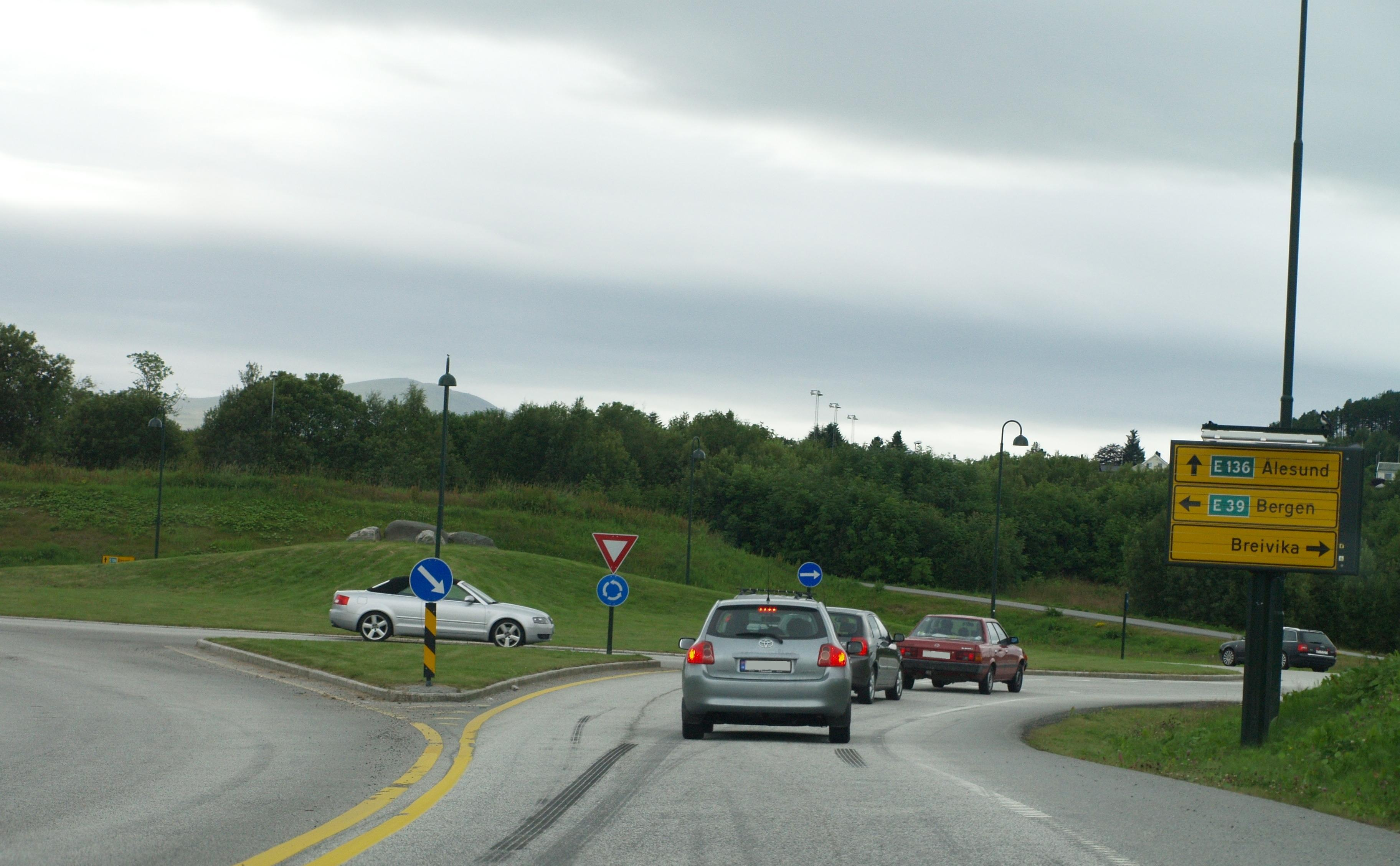
欧洲E39公路与欧洲E136公路在挪威奥勒松交汇